# Raze
Raze é uma comuna francesa na região administrativa de Borgonha-Franco-Condado, no departamento de Alto Sona. Estende-se por uma área de 10,02 km². Em 2010 a comuna tinha 362 habitantes (densidade: 36,1 hab./km²).